# Варшавский договор (1970)
Варшавский договор (нем. Warschauer Vertrag) — договор между ФРГ (Западной Германией) и Польской Народной Республикой. Подписан канцлером ФРГ Вилли Брандтом и премьер-министром Польши Юзефом Циранкевичем в Президентском дворце Варшавы 7 декабря 1970 года, и был ратифицирован немецким бундестагом 17 мая 1972 года.
В договоре обе стороны взяли на себя обязательства не прибегать к насилию и признали существующую границу по Одеру-Нейсе, установленную союзными державами на Потсдамской конференции в августе 1945 года. Граница с Германией была довольно чувствительной темой для Польши, так как она была обеспокоена тем, что немецкое правительство может попытаться вернуть часть бывших восточных территорий. С польской точки зрения, передача этих регионов считалась компенсацией за бывшие польские территории к востоку от линии Керзона (Кресы), которая были присоединены к Советскому Союзу в 1939 году.
В ФРГ Брандт подвергся жёсткой критике оппозиционным консервативным блоком ХДС/ХСС, охарактеризовавшим его политику как предательство национальных интересов. На момент подписания договор не рассматривался окончательной точкой в вопросе определения границ Польши с ФРГ, потому что Статья IV настоящего договора говорила о том, что данное соглашение не отменяло положения предыдущих договоров, в частности Потсдамского соглашения. Таким образом положения этого Договора могли быть изменены на основании окончательного мирного договора между Германией и союзниками во Второй мировой войны, как это было предусмотрено в Потсдамском соглашении.
Варшавский договор был важным элементом в «восточной политике», проводимой Брандтом и поддерживаемой правящей Социал-демократической партией Германии. После подписания в 1990 году Договора об окончательном урегулировании в отношении Германии и Немецко-польского договора о границе 14 ноября того же года были сняты все вопросы о границах между воссоединённой Германией и Польшей.